# Mobilier médiéval

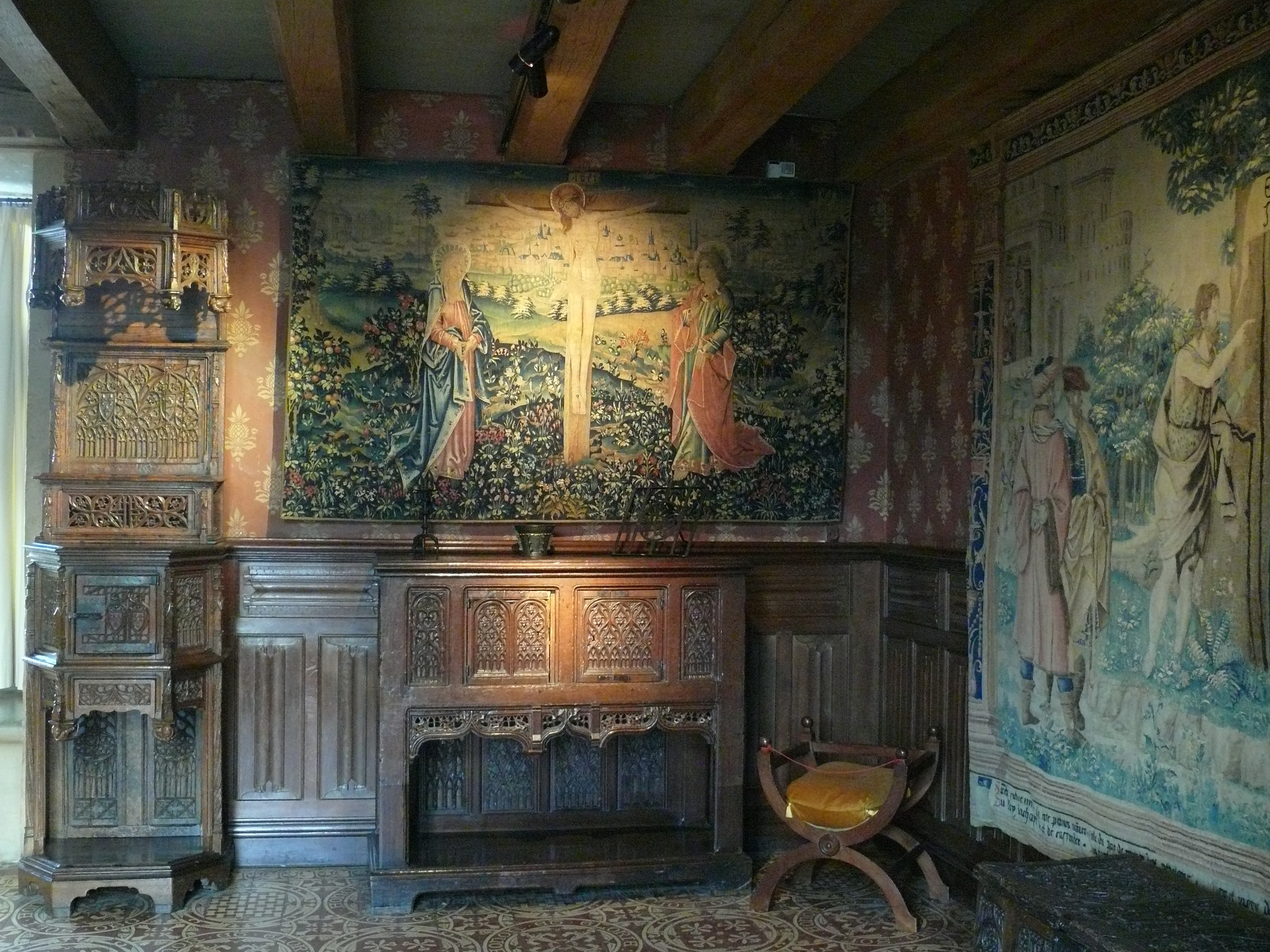
Chambre de parement au château de Langeais, meublée selon la manière du XVe siècle : dressoir, crédence, faudesteuil.

Comme dans beaucoup de domaines de la vie au Moyen Âge, nous ne disposons que de très peu de sources pour étudier le mobilier médiéval. Si les sources iconographiques sont relativement nombreuses tout au long de la période, les sources archéologiques font elles cruellement défaut notamment pour la période allant jusqu'au XIVe siècle pour laquelle il n'a été retrouvé que quatre ou cinq objets.
Alors que le mobilier paysan reste simple, les seigneurs nomades (car voyageant de résidence en résidence et devant faire face aux nombreuses guerres féodales) utilisent des meubles transportables dont l'élément de base est le coffre, qui sert de rangement et d'archebanc (coffre à couvercle plat utilisé comme banc). Tout le mobilier se démonte, se déplace par d’ingénieux systèmes et est transporté par un convoi de « sommiers » (bêtes de somme chargées de coffres) qui précède le seigneur en voyage. 

## Périodes
Les historiens définissent arbitrairement le Moyen Âge comme la période s'étalant du VIe au XVe siècle :
- Haut Moyen Âge du Ve siècle (476 chute de Rome) au Xe siècle
  - Mérovingiens Ve siècle au VIIe siècle
  - Carolingiens VIIe siècle au IXe siècle (843)
- Bas Moyen Âge Xe siècle et XVe siècle
  - Art roman Xe siècle au milieu du XIIe siècle
  - Art gothique XIIe siècle au milieu du XVIe siècle dans certaines régions se termine déjà au XVe siècle

Le XIVe siècle fut une période de grands changements à tous les points de vue (politique, culturel, architecture…). Le mobilier a aussi évolué, ainsi que son importance domestique. Cela explique que l'on ait retrouvé beaucoup plus de meubles à partir de cette date.

## Styles précédents ou préexistants
Le mobilier médiéval semble rompre partiellement avec la tradition mobilière latine. Toutefois, on remarque une certaine continuité pour le mobilier princier. Le trône de Dagobert, par exemple, est d'inspiration classique de par sa forme en X du siège curule. De plus, durant tout le haut Moyen Âge, l'art en général et le mobilier en particulier subissent aussi l'influence des cultures barbares, notamment wisigothes et franques.

## Esthétique

### Principale caractéristique: l'ornementation

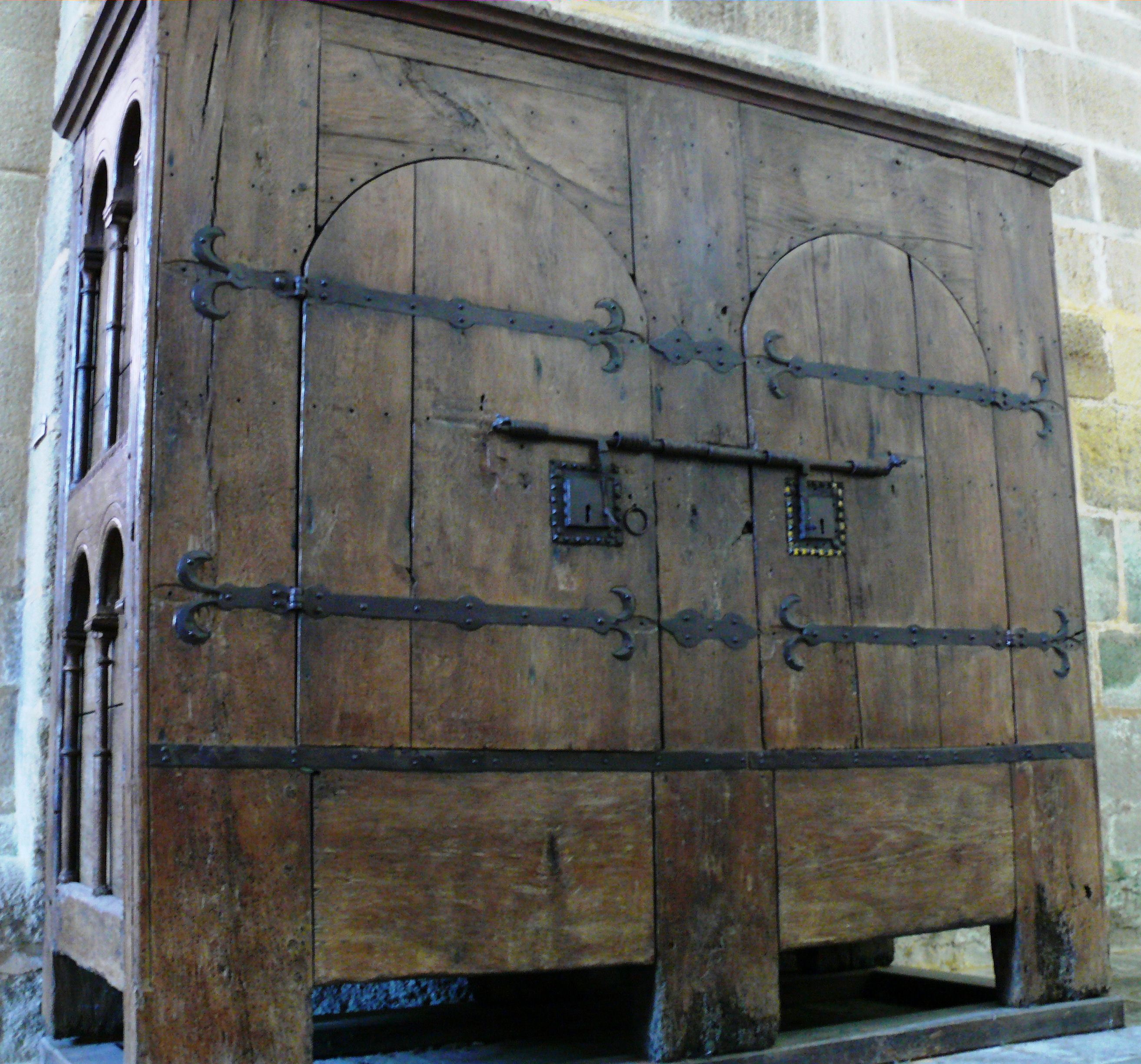
Armoire liturgique d'Aubazine

L'ornementation du mobilier médiéval s'inspire de l'architecture du moment. Les coffres et armoires de la période romane sont décorés d'arcs en plein cintre (armoire d'Aubazine) tandis que les meubles de la période gothique arborent des fenestrages ouvragés (décors de fenêtres sculptées) caractéristiques de cette architecture.
Durant la période romane, les meubles fastueux sont rarement en bois apparent : leur ornementation se limite souvent à un gainage de cuir peint et repoussé, voire de toile peinte et appliquée. Cela explique en partie que l'on ait retrouvé si peu de meubles de cette époque, car une fois le cuir racorni ou la toile passée, le meuble n'offre plus d'intérêt décoratif, d'autant plus que sa forme est passée de mode, et finit donc en bois de chauffage.
Les pentures en fer forgé, aux formes souvent curvilinéaires, qui servaient d'abord à renforcer le meuble, se sont petit à petit transformées en ornement à part entière, au point que l'on dit parfois que le meuble est à cette époque plus une œuvre de ferronnerie que de charpenterie. Les serrures sont aussi un élément important de la décoration des meubles, et ce jusqu'à la fin de la Renaissance.
Le mobilier est souvent peint, à des fins décoratives mais aussi de finition et de protection du bois.
Le gainage de cuir à l'époque romane fut progressivement remplacé par du velours ou de la peau faisant ressortir la découpe des pentures et serrures. Au XVe siècle, il donna naissance à une mode (d'abord en Bourgogne et en Flandres, puis dans toute l'Europe) : les panneaux en « parchemin plissé » ou « plis de serviette », comme sur la cathèdre représentée en début d'article[Où ?]. Cet ornement s'inspire des formes que prend le cuir en se racornissant. On peut voir dans ce goût passéiste une sorte de nostalgie des classes aristocratiques déclinantes face à l'extension du pouvoir royal, à la centralisation progressive de l'État au détriment du modèle féodal et à l'émergence des villes et des bourgeois, ou a contrario, une façon pour ces « nouveaux riches » de s'inventer un passé glorieux[réf. souhaitée].
- motifs à rinceaux (spirales) sur les coffres dès le XIIIe siècle
- motifs en plis de serviette
- décoration flamboyante en forme d'arc brisé souvent sur fenestrage à orbe voie.

## Mobilier et décoration d'intérieur

### Meubles courants
Les meubles les plus couramment utilisés au Moyen Âge sont principalement les coffres (généralement munis de serrures et poignées) et les sièges. Il faut cependant nuancer ce propos : on a longtemps cru que ces deux types de meuble étaient les seuls existant jusqu'au XIVe siècle car ce sont les seuls qui furent retrouvés. Or l'iconographie nous montre aussi des tables, des armoires, des placards mais ils ont tous disparu car ils ne sont pas transportables et ont sûrement brûlé dans les nombreux incendies qui touchaient les villes construites en bois, ou ont été perdus lors des guerres qui ont secoué la fin du Moyen Âge. Ces destructions ne sont pas l'apanage du Moyen Âge, et l'on peut citer par exemple l'armoire de la cathédrale de Noyon, splendide armoire sculptée et polychrome du XIIIe siècle décrite par Viollet-le-Duc et détruite lors du bombardement de la ville par les Français en 1918.[réf. nécessaire]

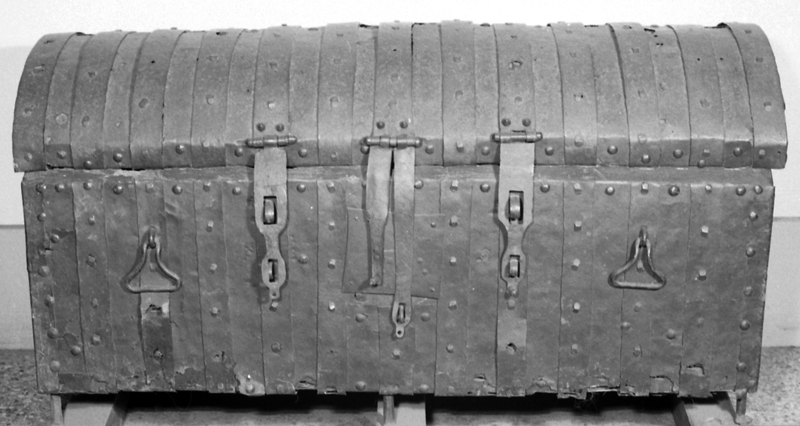
Coffre du XIVe siècle.

Le mobilier roman est de construction sommaire. Il est formé de panneaux massifs assemblés par des traverses entaillées clouées, des pentures ou par tenons et mortaises. Le mobilier gothique reste massif et austère, généralement de forme rectilinéaire. Il évolue à partir du XIVe siècle : des panneaux de bois de faible épaisseur sont assemblés par des rainures et languettes et une coupe d'onglet, ils sont encadrés par un bâti massif formé de montants et de traverses toujours assemblés par tenons et mortaises.

#### Coffre
Au XIIIe siècle, le coffre est sur pieds avec pentures décorées de motifs à rinceaux (décor de feuillages, fruits et animaux). Nommé « arche », il sert à ranger les « archives » ; nommé « arche-banc », avec parfois un dossier et des accotoirs, il sert à s'asseoir.
au XVe siècle, le coffre est recouvert d'une tablette et sert de table; il possède des décorations flamboyantes avec fenestrage à orbe voie comme les arcs brisés en accolade.
Chez les paysans, le coffre nommé huche sert à la fois de rangement et de banc.

#### Table
La table est une planche sur tréteaux, d'où l'expression « dresser la table ».

#### Lit
Le lit est très large (car on dort à plusieurs) mais court (car à partir de la Renaissance, on dort assis par peur de la mort, la position couchée étant celle du gisant[réf. nécessaire]).

#### Entouré de courtines
Le terme doit son nom à l'enceinte de château fort ; à partir du XVe siècle, on les appellera rideaux.

#### Banc
Le banc est le plus souvent recouvert d'étoffe.

#### Dressoir
Le dressoir est une prolongation de la layette (coffre avec tiroir sans poignée). Il comporte un soubassement et des pieds, un espace de rangement dans la partie supérieure avec vantail à porte. Les panneaux sont décorés de plis de serviette et de quadrilobes.

### Nouveaux meubles

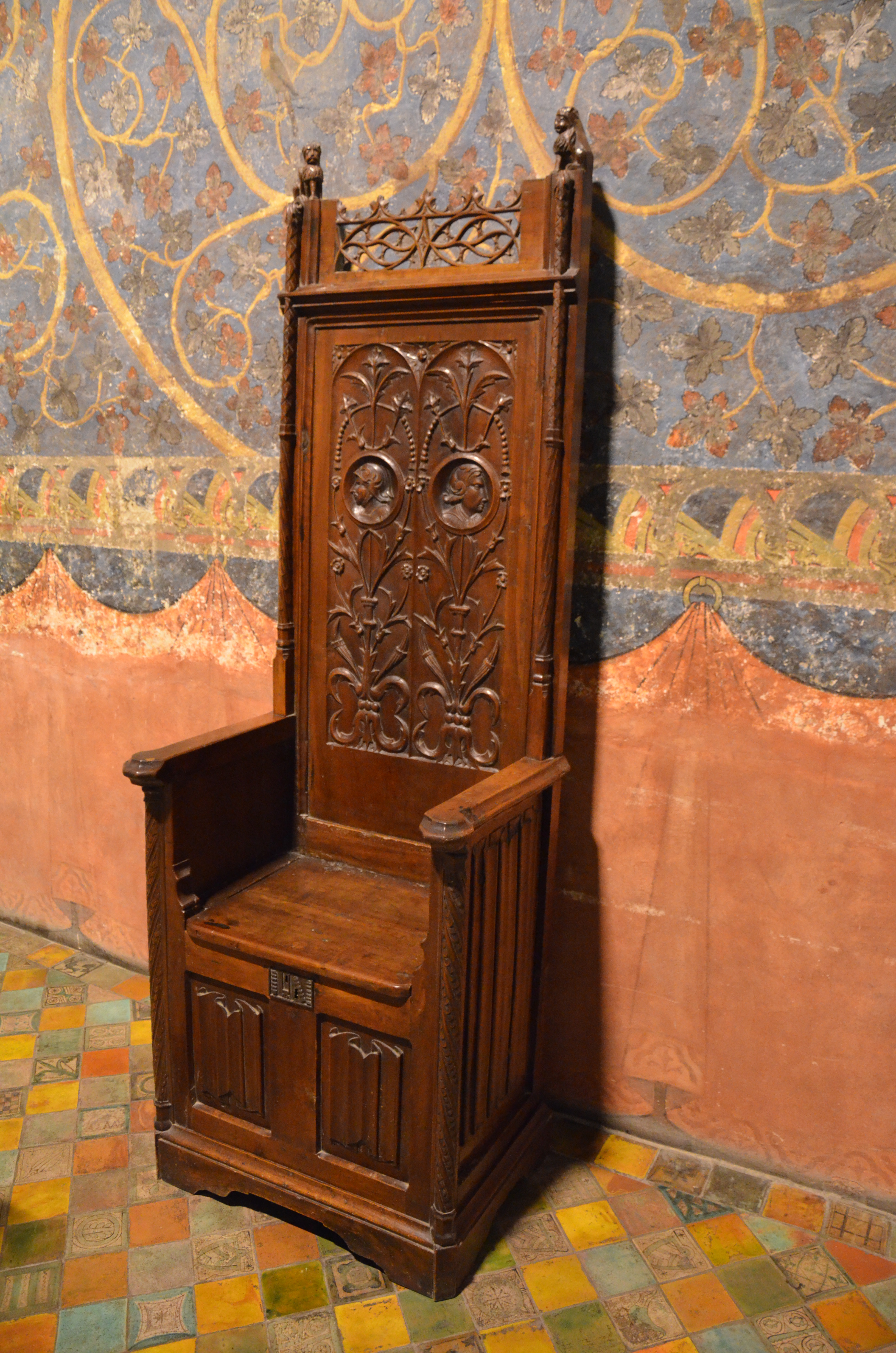
Cathèdre du palais des papes d'Avignon

À partir du milieu du XIVe siècle, le mobilier se diversifie et devient de plus en plus luxueux, à mesure qu'augmentent les fortunes des commerçants urbains et des hommes de cour.
C'est à cette époque que sont créés de nombreux types de meuble dont certains sont encore utilisés de nos jours.

#### Crédence
En relevant le coffre à hauteur d'homme et en plaçant des portes en façade, par souci d'ergonomie, on obtint la crédence. Ce meuble prit une utilité particulière. Installé dans la salle à manger, il servait à mettre sous clef les aliments, en attente d'être servis après qu'on les eût goûtés pour rechercher d'éventuels poisons. C'est de cette pratique que vient l'expression « faire crédence ». De meuble utilitaire, elle est devenue un meuble d'apparat et servait à présenter la vaisselle. C'est l'ancêtre de nos vaisseliers et buffets modernes.

#### Chayère / cathèdre
La chayère, ou cathèdre, est un siège du XIIe siècle, d'abord réservé aux rois, puis aux ecclésiastiques. Il comporte un marchepied et, en guise de décoration, des oculus et des arcades. On trouve des représentations de la chayère du roi Dagobert. Au XIIIe siècle, elle se transforme progressivement en chaire.

#### Chaire
La chaire (XIIIe siècle) est un siège en bois à haut dossier et aux accotoirs pleins, réservée au maître de maison. Elle est sans dais jusqu'au XVe siècle.

#### Faudesteuil
Le faudesteuil est une sorte de tabouret.

## Matériaux

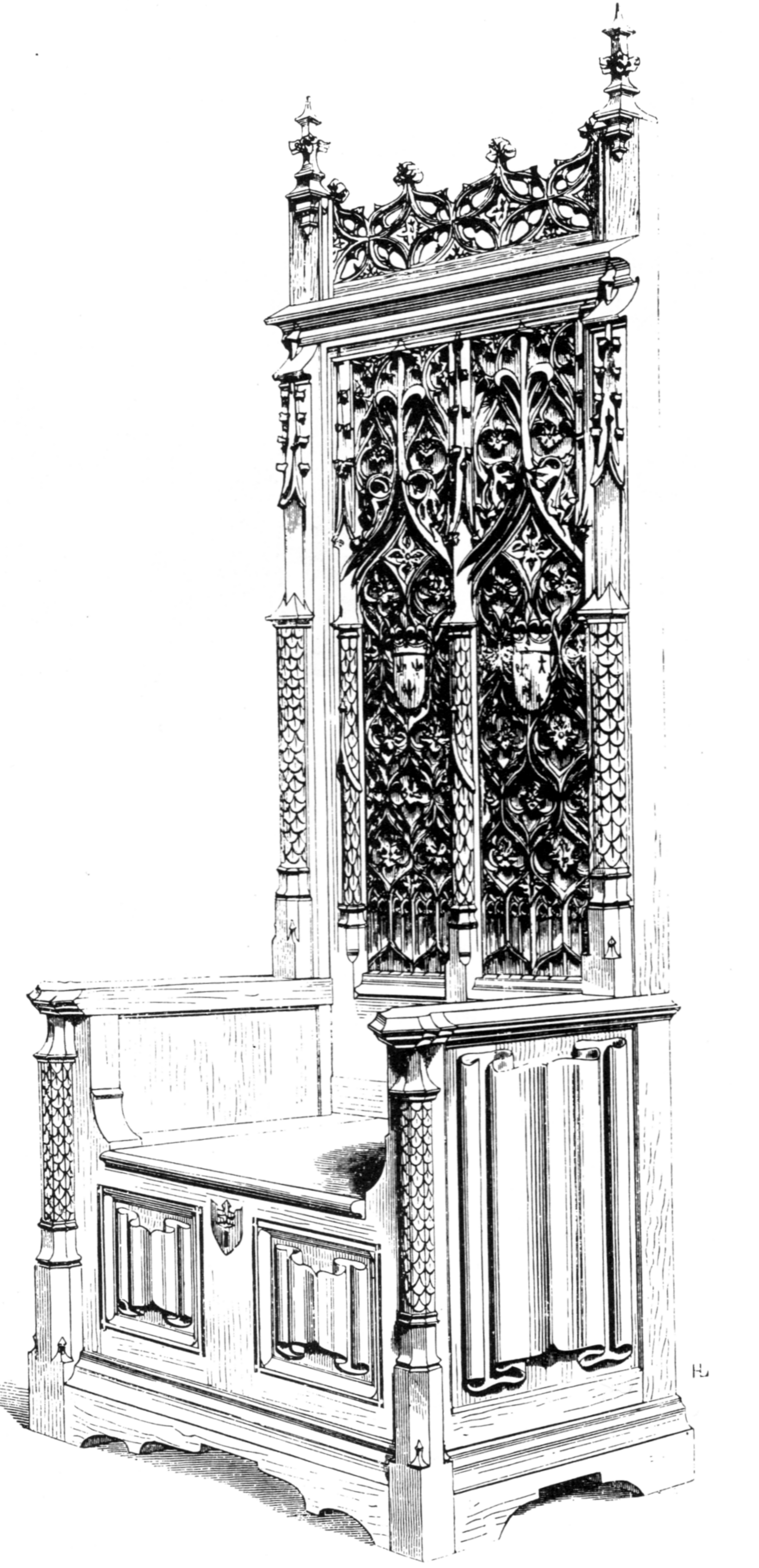
Cathèdre fin XVe siècle (Bourgogne ou Flandres)

Au Moyen Âge, le choix d'un matériau dépend autant de considérations techniques et économiques que de la charge symbolique du matériau. Par exemple, le noyer ne fut utilisé que très tardivement malgré ses avantages certains, en particulier pour la sculpture, du fait de sa connotation négative : en effet, il s'agit d'un arbre très toxique pour les autres végétaux.
Les essences les plus employées étaient le chêne et le sapin, ainsi que les espèces indigènes du lieu de fabrication du meuble (fruitiers, tilleul, aulne, châtaignier, frêne…).
Le peuplier, qui sera plus tard très employé pour des meubles de qualité inférieure, n'existe pas encore en Europe.
Les métaux sont aussi très présents : l'acier pour la construction, le ferrage et le renfort des meubles, le cuivre, l'étain, la feuille d'or, et les émaux pour l'ornementation du mobilier princier ou cultuel.
On note aussi l'utilisation de l'ivoire pour des petits objets ou accessoires (valves de miroir, peignes, coffrets, châsses, reliquaires) mais aussi parfois pour des meubles entiers comme le trône de Saint-Maximin (VIe siècle). Les meubles peuvent aussi être gainés de cuir ou recouverts d'étoffes qui en sont l'ornementation principale.

## Techniques et outillage
Comme beaucoup d'objets de cette époque, le mobilier médiéval a souffert de nombreux préjugés (on a même pu lire au début du XIXe siècle que les meubles à tenons et mortaises représentés sur les enluminures n'étaient que des vues d'artiste et ne pouvaient être réalisés avec les techniques d'époque) et il faut attendre la seconde moitié du XXe siècle pour voir des études sérieuses [réf. souhaitée] réalisées sur les sources documentaires, iconographiques et surtout archéologiques. 

### Les techniques
L'étude des meubles qui nous sont parvenus et de l'iconographie ont révélé deux grands types de construction ainsi que des techniques plus marginales :
- à pentures : de fortes barres de fer cloutées renforcent les assemblages à plat-joint et tourillons, les têtes de clous participent à la décoration. Ce type de construction est caractéristique des périodes romane et gothique précoce.
- à tenon et mortaise : cet assemblage est connu depuis l'Antiquité; il est resté utilisé durant tout le Haut Moyen Âge comme en témoigne le pupitre de Sainte Radegonde daté très officiellement du VIe siècle. Puis vient une période où le peu de pièces archéologiques ne nous permet pas de dresser une histoire précise de l'utilisation du tenon et de la mortaise, mais où cet assemblage semble moins utilisé. On le trouve sporadiquement notamment dans une série de coffres alpestres en sapin datés du XIIe siècle, puis il semble réapparaître à la fin du XIIIe siècle où il est utilisé pour la fabrication de l'armoire d'Aubazine. En fait, il est peu concevable que cet assemblage ait été réinventé ex nihilo au XIIIe siècle, et même s'il semble que l'assemblage à plat joint ait dominé la fabrication des meubles domestiques, les tenon et mortaise ont très sûrement subsisté jusqu'à cette époque. Il sera ensuite très populaire au XIVe siècle et surtout au XVe siècle. Associé au panneau embrevé en rainure, il permet une utilisation plus rationnelle du bois, et un allègement important des meubles de cette époque.

- l'assemblage des bâtis de coffres à queue d'aronde se répand tout à la fin du XVe siècle, mais cette technique était déjà utilisée antérieurement pour des assemblages d'éléments de meuble, comme les portes de l'armoire d'Aubazine.

On peut citer aussi d'autres techniques de fabrication plus marginales et plus rustiques, comme le creusement de troncs entiers pour réaliser des coffres ou des sièges, ou des caisses faites de planches maintenues par de la corde.
Sur les buffets et le dais des chaires, on retrouve des clefs.

### Les outils

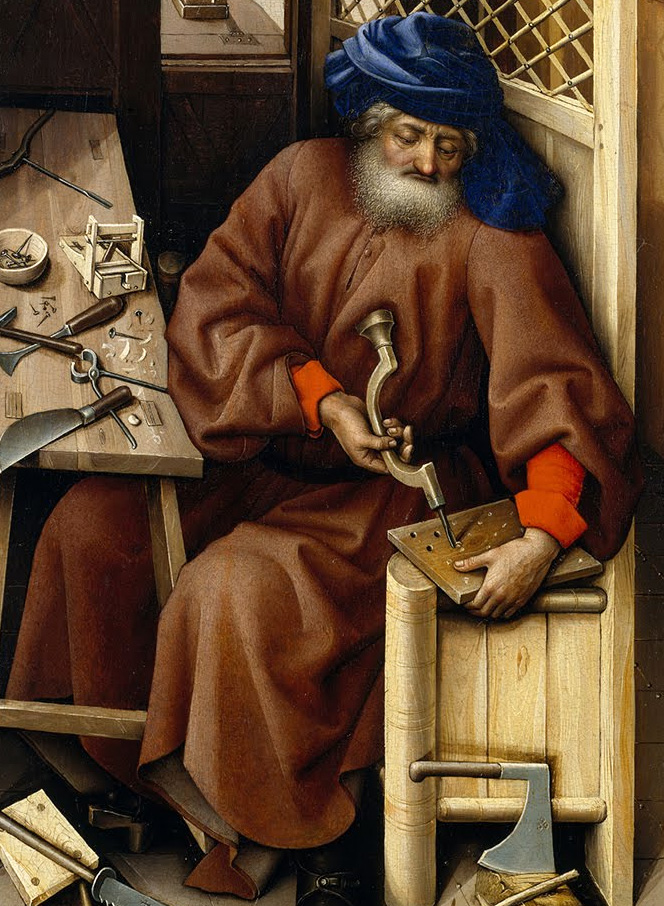
Saint Joseph dans son atelier (vers 1425)

Les sources sont ici plus nombreuses et permettent de se faire une idée très précise de la caisse à outils du charpentier médiéval. Les images de Saint Joseph constituent une source inépuisable de représentations d'outils du Moyen Âge. On aperçoit dans l'exemple ci-contre : un marteau, des tenailles, une gouge, une doloire (petite hache), une boîte à chevilles, un vilebrequin, une scie à bois, un couteau et une tarière. On peut aussi remarquer que Joseph travaille assis.
Les pièces d'archéologie nous donnent aussi de précieux renseignements pour peu que l'on décrypte les traces laissées par les outils ; citons par exemple deux des meubles emblématiques de l'époque :
- Sur le pupitre de Sainte Radegonde daté du VIe siècle, on a relevé des traces de pointe à tracer, de trusquin, de rabot, de scie à bois et de ciseaux.
- Sur l'armoire d'Aubazine, datant de la fin du XIIIe siècle, on trouve des traces de pointe à tracer, de compas, de trusquin, d'outil à rainure, de mèche cuillère, de rabot et de scie à chantourner, de gouge de tournage.

Tous ces outils figurent encore en bonne place dans les ateliers modernes, et mis à part la mécanisation puis l'électrification, l'outillage du menuisier n'a que très peu évolué depuis.

### La colle
Ainsi, parmi les idées reçues concernant le travail du bois au Moyen Âge, la plus tenace est que les artisans ne connaissaient pas la colle. Or le moine Theophilus note au XIIe siècle dans son De diversis artibus que les charpentiers (dans l'acception historique du terme qui regroupe aussi les menuisiers, les huchiers, les charrons…) utilisaient différentes colles (de poisson, de fromage, de lait, de peau). Il signale aussi que la colle de poisson est fabriquée à base de vessie natatoire d'esturgeon, et c'est encore de nos jours la matière première des meilleures colles, ce qui tend à prouver que les colles sont connues et utilisées depuis bien longtemps pour arriver à un tel degré de perfection. 
Les techniques artisanales n'étant pas un sujet habituel de la littérature de l'époque, on dispose de peu de sources documentaires autres que celle-ci.

### Les produits de finition
Nous ne disposons pas de textes à ce sujet, et les traces archéologiques ne nous sont d’aucune utilité dans la mesure où les finitions peuvent être postérieures à l’époque étudiée. Dans ce domaine, nous n’avons donc aucune certitude, mais tout de même de fortes présomptions : il est vraisemblable que les meubles en bois brut étaient cirés à la cire d’abeille, et les ustensiles (manches d’outils, couverts…) étaient huilés.
Un doute subsiste quant au mode d’application de la cire : était-elle étalée au moyen d’une cale de liège ou d’un chiffon qui liquéfiait mécaniquement la cire par le frottement, ou était-elle appliquée diluée dans un médium (alcool ou térébenthine) ? Si les dérivés pétroliers étaient connus et utilisés en Occident au Moyen Âge, la première méthode semble pourtant la plus vraisemblable[pas clair] car elle a été décrite au XVIe siècle, l’essence de térébenthine n’apparaissant qu'au XIXe siècle dans les traités d’ébénisterie.
Les meubles, ustensiles et œuvres d’art en bois étaient souvent peints ou gainés de cuir, ce qui constitue aussi une finition.